# Ústav paměti národa
Ústav paměti národa (slovensky Ústav pamäti národa) je slovenská veřejnoprávní instituce, která shromažďuje a zpracovává všechny druhy informací, vztahujících se na dobu nesvobody v letech 1939–1989 a zpřístupňuje dokumenty po bývalých bezpečnostních složkách státu.
Ústav sídlící v Bratislavě byl založený a řídí se zákonem č. 553/2002 Z.z. o zpřístupnění dokumentů o činnosti bezpečnostních složek státu 1939–1989 a o založení Ústavu pamäti národa a o doplnění některých zákonů (Zákon o pamäti národa).

## Předseda Správní rady Ústavu paměti národa
Zakladatelem a prvním předsedou správní rady ÚPN byl Ján Langoš. V letech 2007–2013 byl předsedou správní rady historik Ivan Petranský. V roce 2013 byl na následné šestileté funkční období zvolen Ondrej Krajňák. Do úřadu jej slovenští zákonodárci zvolili až na třetí pokus, a to 105 odevzdanými hlasy.